# تيم هاريز
تيم هاريز (بالإنجليزية: Tim Harries)‏ هو موسيقي بريطاني، ولد في 1959.

## وصلات خارجية
- تيم هاريز على موقع IMDb (الإنجليزية)
- تيم هاريز على موقع ميوزك برينز (الإنجليزية)
- تيم هاريز على موقع ديسكوغز (الإنجليزية)
- تيم هاريز على موقع قاعدة بيانات الفيلم (الإنجليزية)